# George Forrest
George Forrest (Falkirk, 13 marzo 1873 – Tengchong, 5 gennaio 1932) è stato un botanico scozzese, che fu uno dei primi esploratori della remota provincia cinese del sud-ovest, lo Yunnan, generalmente considerata quella con la maggior biodiversità di tutto il Paese.

## Biografia

### Inizi
Forrest nacque a Falkirk, in Scozia il 13 marzo 1873. Frequentò l'Accademia di Kilmarnock. Lasciati gli studi, fu apprendista presso un chimico locale fino al 1891 quando, grazie ad una piccola eredità, decise di intraprendere un viaggio in Australia, ove cercò l'oro e lavorò anche presso un allevatore di pecore, prima di rientrare in Scozia nel 1902.
La sua vita subì un cambiamento inaspettato: sorpreso da un temporale mentre pescava in un laghetto sul fiume Tweed, cercò riparo sotto un argine sporgente e vi trovò un'antica bara in pietra. La scoperta lo portò a farsi conoscere da Bayley Balfour, gestore regio del Giardino botanico reale di Edimburgo, che gli offrì un lavoro nell'Erbario. Mentre Forrest trovava indubbiamente noiosa questa attività sedentaria, essa gli fornì un'eccellente preparazione per le sue future esplorazioni. Un anno dopo Balfour raccomandò l'allora ormai trentenne Forrest ad un orticultore e mercante di cotone Arthur Kilpin Bulley, che stava sponsorizzando una spedizione del sudovest della Cina alla ricerca di piante esotiche, particolarmente quelle delle specie di rhododendron, molto diffuse nello Yunan.

### La raccolta di piante
Forrest compì la sua prima spedizione nello Yunnan nel 1904. In Agosto egli giunse presso la città di Talifu (Dali). dove stabilì la base operativa ed iniziò ad apprendere la lingua locale. Più avanti egli prestò il suo aiuto nella vaccinazione di migliaia di abitanti contro il vaiolo . Nell'estate del 1905 egli era pronto ad iniziare la sua prima escursione nell'angolo nordoccidentale dello Yunnan, vicino al confine con il Tibet. Lui e la sua squadra di 17 raccoglitori locali sostarono brevemente presso la missione francese di padre Étienne-Jules Dubernard nella piccola città di Tzekou. Forrest e la sua squadra raccolsero numerosi esemplari di piante, campioni per erbario e semi. Nel "santuario" della foresta di rododendri, così ricca di varietà di flora e fauna, il gruppo era inconsapevole del massacro che li attendeva al ritorno alla missione e che uno solo di loro sarebbe sopravvissuto. Gli stranieri erano stati "condannati" a essere uccisi dai lama buddisti locali durante la rivolta tibetana del 1905. Forrest riuscì a mala pena a sfuggire al massacro, ma ciò non lo scoraggiò dal rientrare nello Yunnan. I lama lo perseguirono fino a che un "re" Naxi di nome Lee lo salvò. Egli fu testimone delle atrocità commesse dai Lama durante la rivolta. Egli divenne infine forse il più famoso raccoglitore della flora dello Yunnan, ammassando centinaia di specie di rododendro ed altri arbusti e piante perenni.
A lui fu riconosciuta nel 1921 la Victoria Medal of Honour della Royal Horticultural Society e nel 1927 la Veitch Memorial Medal; nel 1924 fu eletto membro della Linnean Society of London.
In tutto Forrest compì sette viaggi nello Yunnan, raccogliendo esemplari e semi per erbari e per collezionisti privati desiderosi di pagare per avere nuove specie da aggiungere alle loro collezioni. In totale egli riportò dai suoi viaggi forse ben 31.000 campioni di piante. Egli scoprì numerose specie tra cui la Gentiana sino-ornata. Lo specificativo botanico forrestii si applica ora a più di trenta generi di piante, tra cui Rhododendron forrestii, Pieris formosa var. forrestii, Primula forrestii, Iris forrestii, Hypericum forrestii e Abies forrestii.

### Matrimonio e figli
Nel 1907 Forrest sposò Clementina Traill, dalla quale ebbe tre figli. 

### Decesso
Il 5 gennaio 1932, durante una partita di caccia sulle colline vicino a Tengchong, la città ove egli usualmente stabiliva la sua base operativa, fu colpito da un grave infarto e morì istantaneamente. La sua salma fu inumata a Tengchong, vicino al suo amico George Litton, che era stato console britannico fino alla sua morte 26 anni prima.